# Popoli germanici orientali

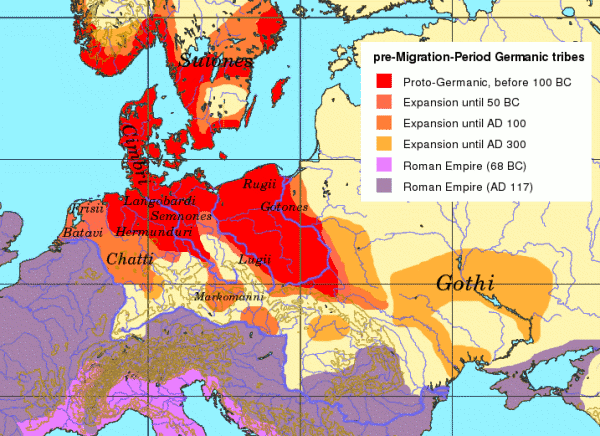
Territori abitati dalle tribù germaniche orientali tra il I secolo a.C. e il IV secolo

I popoli germanici orientali erano dei popoli che migrarono dalla Scandinavia nell'area tra i fiumi Oder e Vistola tra il 600 e il 300 a.C. In seguito dilagarono nel sud dell'Europa. 

## Storia
A differenza delle tribù settentrionali e occidentali, pur fondando numerosi regni ed entità statali in tutta l'Europa antica, con l'andare degli anni vennero assimilate dalle altre tribù germaniche, o si mescolarono coi preesistenti coloni romani.
L'unica lingua germanica orientale a sopravvivere fino al tardo XVIII secolo fu il gotico di Crimea, parlato nell'omonima regione.
Le tribù germaniche orientali, affini a quelle settentrionali, erano migrate dalla Scandinavia nelle regioni all'est dell'Elba (Vandali, Burgundi, Goti, Rugi e altri)

## Gruppi
I gruppi identificati sono:
- Bastarni
- Sciri
- Burgundi
- Goti
  - Tervingi
  - Grutungi
  - Visigoti
  - Ostrogoti
  - Goti di Crimea
  - Gepidi
- Rugi
- Vandali
- Eruli

## Lingue
Le lingue germaniche orientali erano diverse dalle lingue germaniche settentrionali e da quelle occidentali, anche se le lingue orientali avevano molti tratti in comune con quelle del nord, forse a causa del periodo tardo in cui avvennero le migrazioni. Tutte le lingue germaniche dell'est sono scomparse, anche se oggi si sta cercando di ricostruire una forma di lingua neo-gotica partendo da alcuni studi e pubblicazioni basate sulle rimanenze dei dialetti gotici d'Italia, Spagna e Anatolia.